# Distretto di Gyöngyös
Il distretto di Gyöngyös (in ungherese Gyöngyösi járás) è un distretto dell'Ungheria, situato nella provincia di Heves.